# Вирпша, Витольд
Витольд Вирпша (пол. Witold Wirpsza, 4 декабря 1918, Одесса — 16 сентября 1985, Берлин) — польский поэт, эссеист, переводчик.

## Биография
Из старинного шляхетского рода, корнями уходящего в Моравию. Учился на юридическом факультете Варшавского университета, изучал музыку. Во время Второй мировой войны попал в плен, четыре года провел в нацистских лагерях. После войны жил в Кракове, Щецине, Варшаве, работал на радио, в газетах, издательствах. Получил премию г. Щецин (1955). После венгерских событий 1956 отошёл от активной жизни, с 1970 — в эмиграции.
Сын — поэт, переводчик, литературный критик Лешек Шаруга (род. 1946).

## Творчество
Зрелое творчество, начиная с книги стихов «Малый вид человеческий» (1960), — интеллектуальная поэзия, ставшая образцом для поэтических поколений 1970—1980-х годов, хотя после 1970 его книги долгое время не издавались в Польше и само имя было под запретом. Известность также получила эссеистика Вирпши («Игра смыслов», 1965). Он перевел книгу Й.Хёйзинги «Homo Ludens», драму Шиллера «Мария Стюарт», прозу А.Шамиссо, Рильке, Т.Манна, Г.Броха, И.Бобровского и др. Наследие Вирпши опубликовано лишь частично, и его новые книги продолжают выходить из печати. Произведения переведены на многие европейские языки.

## Избранные произведения

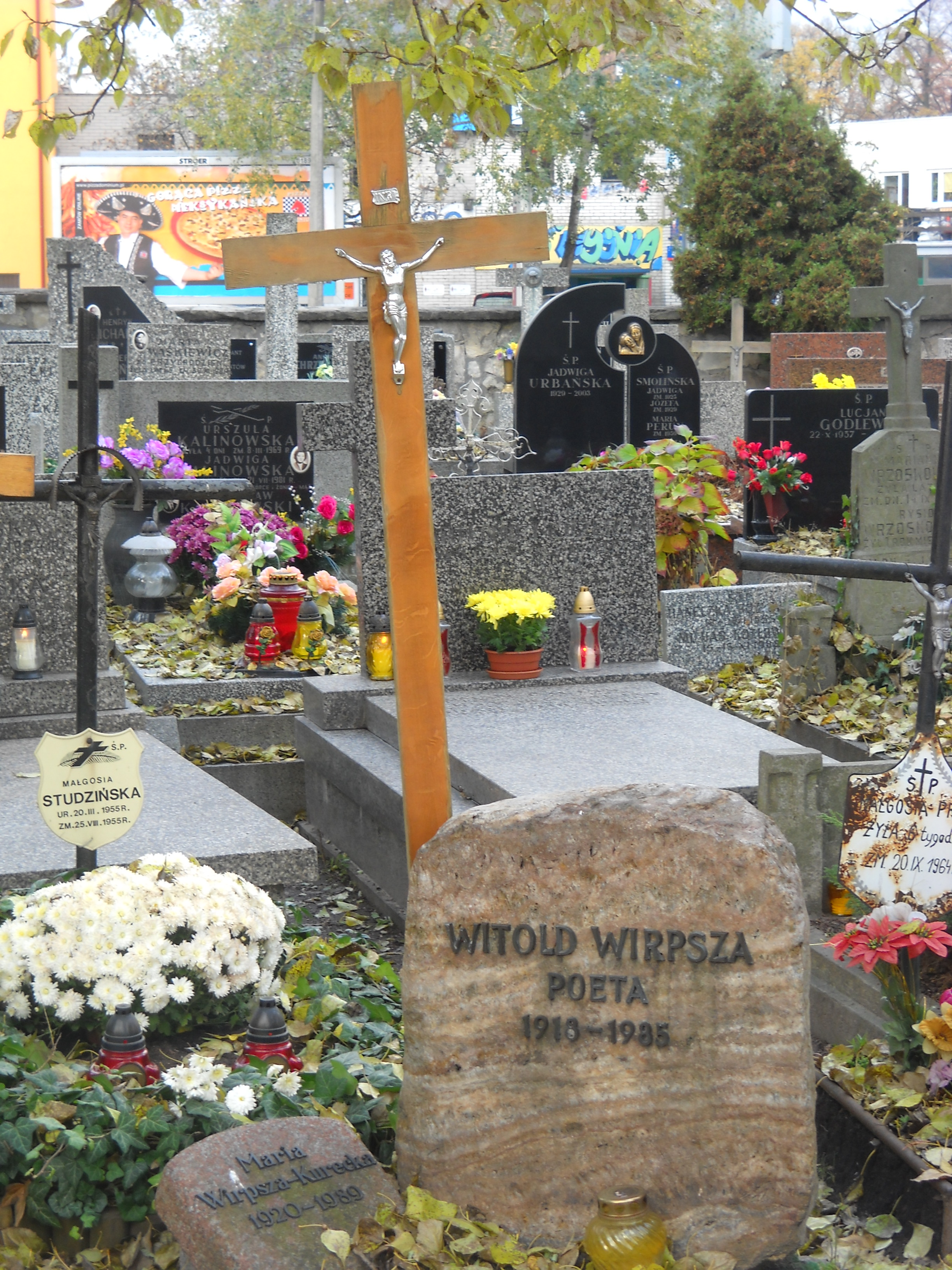
Могила Витольда Вирпши в Варшаве

### Стихи
- Sonata (1949)
- Poematy i wiersze wybrane (1956)
- Mały gatunek (1960)
- Don Juan (1960, поэма)
- Komentarze do fotografii (1962)
- Drugi opór (1965)
- Przesądy (1966)
- Traktat skłamany (1968)
- Apoteoza tańca (1985, поэма)
- Liturgia (1985, поэма)
- Faeton (1988, поэма)
- Nowy podręcznik wydajnego zażywania narkotyków (1995)
- Cząstkowa próba o człowieku i inne wiersze (2005)
- Spis ludności (2005)

### Романы
- Pomarańcze na drutach (1964)
- Wagary (1970)

### Книги рассказов
- Stary tramwaj i inne opowiadania (1955)
- Morderca (1966)

### Эссе
- Gra znaczeń (1965)
- Polaku, kim jesteś (1971, на нём.яз, на польском — 1978)

## Публикации на русском языке
- Два произведения/Вступительное слово и перевод Владимира Британишского// Арион, 1997, № 3 (=)
- Стихи/ Пер.и вступление В.Британишского// Иностранная литература, 1997, № 9
- Апофеоз танца (поэма и стихи)/ Пер. и предисл. В.Британишского// Литературное обозрение, 1999, № 2
- Стихи и поэмы/ Пер. Вл. Британишского// Польские поэты XX века: Антология. Т.1. СПб: Алетейя, 2000, с.405—419
- Стихи/ Пер. В.Британишского// Новая Польша, 2004, № 11
- Стихи/ Пер. В.Британишского
- В начале было слово